# Nagoji Vasudev Rajkumar
Nagoji Vasudev Rajkumar fue un diplomático, indio.
- De 1946 a 1953 fue secretario del departamento asuntos exteriores del Congreso Nacional Indio.
- De 1952 a 1953 fue consejero de la delegación de la India a las Sesiones de la Asamblea General de las Naciones Unidas.
- De 1953 a 1954 fue Comisionado a Suva (Fiyi).
- De 1954 a 1955 fue Secretario General adjunto de la en:International Control Commission en Vietnam.
- De 1955 a 1957 fue Cónsul-General y Encargado de negocios en Vientián (Laos).[1]
- A partir del 02 de febrero de 1957 fue Cónsul-general en Paramaribo (Surinam), Comisionado en Puerto España (Indias Occidentales Británicas) y comisionado en Georgetown (Guayana británica).
- De 1961 a 1964 fue embajador en Dakar (Senegal) también acreditado en Uagadugú.
- De 1964 a 1966 fue embajador en Varsovia (Polonia).[2]